# Virginia Slims of Houston 1976
Virginia Slims of Houston 1976 — жіночий тенісний турнір, що проходив на закритих кортах з килимовим покриттям Astro Arena в Х'юстоні (США) в рамках Світової чемпіонської серії Вірджинії Слімс 1976. Відбувся вшосте і тривав з 12 січня до 18 січня 1976 року. Друга сіяна Мартіна Навратілова здобула титул в одиночному розряді й отримала за це 15 тис. доларів США.

## Фінальна частина

### Одиночний розряд
Мартіна Навратілова —  Кріс Еверт 6–3, 6–4
- Для Навратілової це був 1-й титул в одиночному розряді за сезон і 6-й — за кар'єру.

### Парний розряд
Франсуаза Дюрр /  Розмарі Казалс —  Кріс Еверт /  Мартіна Навратілова 6–0, 7–5

## Розподіл призових грошей
| Дисципліна       | П       | F      | 3-тє   | 4-те   | ЧФ     | 1/8    | 1/16 | Стадія кваліфікації |
| Одиночний розряд | $15,000 | $8,000 | $4,650 | $3,900 | $1,900 | $1,100 | $550 | $375                |